# Passage (Ulrich Schnauss)
Passage is een studioalbum van Ulrich Schnauss (Duits) en Jonas Munk (Deens), beiden werkzaam in de genre elektronische muziek en ambient. Het album is opgenomen in de tijd (2014-2016) dat Schnauss nog op zichzelf werkte, maar ook toetrad tot de zoveelste samenstelling van de elektronische-muziekband Tangerine Dream. De muziek veelal bestaande uit gitaar en synthesizers vermengd met sequencer laat dan ook af en toe invloeden van Tangerine Dream horen. De heren hadden in 2010 al samengewerkt voor het album Epic.

## Musici
- Ulrich Schnauss – synthesizers
- Jonas Munk  – synthesizers en gitaar

## Muziek
| Nr. | Titel                  | Duur |
| --- | ---------------------- | ---- |
| 1.  | Amaris                 | 5:22 |
| 2.  | Genau wie damals       | 5:35 |
| 3.  | Anywhere but here      | 4:35 |
| 4.  | Intervention: Sol      | 1:52 |
| 5.  | MST                    | 4:59 |
| 6.  | Ao Hinode              | 6:03 |
| 7.  | Spellbreaker           | 4:17 |
| 8.  | Intervention: Stjerner | 2:46 |
| 9.  | Caffeine blues         | 5:22 |
| 10. | Intervention: Måne     | 1:53 |
| 11. | Coastal path           | 7:33 |